# 我們愛國旗
《我們愛國旗》是中華民國海軍的軍歌，傳頌中華民國國旗的愛國進行曲，由黃瑩作詞、盧穎州作曲。

## 歌词
我們愛國旗
我們愛國旗，向您行最敬禮。
青天白日滿地紅，莊嚴神聖又美麗。
我們愛國旗，向您行最敬禮。
青天白日滿地紅，飛舞在蔚藍的晴空裡。
英雄的汗烈士的血，染成了自由平等博愛的旗。
同胞之愛手足之情，擁抱著祥和安定幸福的旗。
青白紅散發著光和熱，方圓角兼容著情和理。
引領著中國人，走向新的世紀。
我們愛國旗，向您行最敬禮。
青天白日滿地紅，飛舞在時代的風雲裡。

## 外部連結
- 我們愛國旗 （页面存档备份，存于），漢聲廣播電臺